# Giovanni Martinengo
Pour les articles homonymes, voir Martinengo (homonymie).
Giovanni Estore, comte Martinengo-Colleoni, francisé en « Jean-Hector Martinengo », né à Brescia, le 7 janvier 1763, et mort en 1832, est un militaire et homme politique italien des XVIIIe et XIXe siècles.

## Biographie
Après ses premières études faites à Bologne et dans le collège Nazarano de Rome, il s'appliqua tellement à l'architecture militaire qu'en 1782 il fut en état d'envoyer au roi de Prusse, Frédéric II, un plan de nouvelles constructions pour les forteresses régulières, dans lequel il triplait les feux de défense, et évitait les inconvénients des batteries couvertes.
En 1785, il entra dans le 10e régiment des hussards prussiens avec le grade de cornette.
En 1789, il revint dans sa patrie. Lorsque le général Bonaparte porta la révolution en Italie, Martinengo devint un de ses plus zélés partisans ; et le gouvernement établi par le vainqueur lui confia, en 1797, avec le titre d'inspecteur, l'organisation de divers corps de troupes. Chargé en outre de diriger les fortifications de Brescia, Martinengo y fit travailler tous les citoyens de la ville, les animant par ses discours patriotiques ; et l'ouvrage fut fait en trois jours.
Il entra, cette même année, dans le corps législatif de la République cisalpine, et fut envoyé, en 1798, comme ministre plénipotentiaire à la cour de Naples. Au mois de janvier de l'année suivante, il passa à Rome en la même qualité ; mais le ministre que le Directoire de la première République française y avait envoyé, ayant voulu le diriger et le dominer, il demanda son rappel et l'obtint.
Quand les Austro-Russes expulsèrent les Français d'Italie, Martinengo fut arrêté avec ses deux frères, et enfermé dans les prisons de Milan, d'où il ne sortit qu'après la bataille de Marengo.
Bonaparte le chargea de nouveau d'organiser les troupes. Il fut commandant en chef des gardes nationales du département de la Mella, dont Brescia était le chef-lieu ; mais bientôt le gouvernement ayant pris de l'ombrage contre cette milice, Martinengo cessa d'en être le commandant.
Il se rendit à la consulta, tenue à Lyon par Bonaparte, Premier consul, en 1801, et y fit partie de la commission des Trente. De retour en Italie, il entra au corps législatif, et en fut nommé président.
Il présenta Francesco Melzi d'Eril, vice-président de la République italienne (1802-1805) un Mémoire, qui fut imprimé, sur l'organisation d'une armée italienne ; et, dans un autre Mémoire particulier qu'il communiqua au même, il manifesta des vues qui annonçaient l'intention de rendre l'Italie indépendante des étrangers et de Bonaparte lui-même. Le gouvernement lui en sut mauvais gré ; mais l'auteur parut renoncer à ses idées quand il vit Napoléon se faire couronner roi d'Italie. 
Quand il vit Napoléon Ier se faire couronner roi d'Italie (1805-1814), il s'empressa de former, avec l'élite de la jeunesse bresciane, une des quatre compagnies d'honneur destinées au nouveau souverain, et il escorta, avec la compagnie qu'il avait créée, madame Bacciochi, devenue princesse de Lucques et de Piombino, jusqu'à son duché.
En 1805, il présenta à Napoléon le modèle d'une machine incendiaire de son invention, propre à la défense des ports et des rades, et publia, peu après, un opuscule sur la cavalerie. En 1806, il eut le commandement de toutes les compagnies des gardes d'honneur ; et, en 1807, le vice-roi l'envoya à Paris pour une mission secrète.
Martinengo fut fait membre du collège électoral des docteurs de Mella et chevalier de l'ordre de la Couronne de fer en 1806.
Il fut nommé sénateur, le 19 octobre 1809, et chambellan en février 1810. La guerre de cette époque lui fournit de nouvelles occasions de signaler son zèle ; il eut la commission d'organiser de nouveaux corps et d'approvisionner l'armée et les places fortes.
Ayant quitté le service actif en 1810, il fut réintégré en 1813 avec pour mission d'organiser un corps de bersaglieri.
Au rétablissement de la puissance autrichienne, en 1814, Martinengo, qui ne conservait plus que le titre de colonel de la garde royale, le perdit par le licenciement de ce corps. Nommé, en mai 1815, colonel du régiment d'infanterie grand-duc de Toscane, il demanda son congé pour se retirer dans sa patrie, où il vécut depuis loin des affaires et mourut dans un âge fort avancé.

## Titres
- Comte Martinengo et du royaume d'Italie (lettres patentes du 11 octobre 1810).

## Vie familiale
Fils de Venceslas, comte Martinengo-Colleoni et de Drusille Sagramaso, Giovanni, de la branche de cette ancienne famille brescianne dont un membre épousa l'une des quatre filles du célèbre capitaine Bartolomeo Colleoni, avec l'obligation d'en joindre le nom au sien épousa Camille Provaglio, dont il eut :
1. Venceslas, comte Martinengo-Colleoni ;
2. Drusille ;
3. Marianne ;
4. Hélène, marié à  Baptiste Riccardi.

Giovanni avait également un frère cadet, Leonardo Martinengo di Villagana, né à Brescia, le 28 août 1774, chambellan du vice-roi d'Italie, baron du Royaume (décret du 8 octobre 1809 et lettres patentes du 17 septembre 1811), marié, dont :
1. Angelo Martinengo di Villagana (it) (Brescia, 17 février 1833 – Brescia, 17 avril 1894), sénateur du royaume d'Italie ;
2. Louis, comte Martinengo di Villagana ;
3. Charles, comte Martinengo di Villagana ;
4. Jean, comte Martinengo di Villagana, marié, dont :
  1. Ange,
  2. Léonard.

## Armoiries
| Figure | Blasonnement |
|        | Armes de famille Martinengo, D'or à l'aigle de gueules couronnée du champ. Ou D'or, à l'aigle de gueules, becquée, membrée et couronnée d'azur. |
|        | Armes de Giovanni Martinengo, comte du Royaume, Écartelé : au 1, des comtes sénateurs du Royaume ; au 2, d'argent à une barre de gueules, engoulée de deux têtes de lion du même ; au 3, d'azur à deux cimetères d'argent passés en sautoir ; au 4, de sinople à deux barres d'argent., |
|        | Armes de Leonardo Martinengo di Villagana (né à Brescia, le 28 août 1774), chambellan du vice-roi d'Italie, baron du Royaume (décret du 8 octobre 1809 et lettres patentes du 17 septembre 1811), Coupé : au 1, parti, d'azur à deux fasce d'or et du quartier des barons officiers de la maison royale ; au 2, d'argent au chevron d'azur surmonté de deux coqs affrontés de sable, crétés et barbés de gueules. |